# Francesco Casetti
Francesco Casetti (Trento, 2 aprile 1947) è un semiologo, critico cinematografico e critico televisivo italiano naturalizzato statunitense.
I suoi interessi sono rivolti soprattutto ai media audiovisivi, cinema e televisione, di cui ha studiato le strategie di comunicazione e l'impatto sociale.

## Biografia

### Campo di studi
Si è laureato in Lettere all’Università Cattolica del Sacro Cuore di Milano nel 1970, e quattro anni dopo ha ottenuto un diploma di specializzazione in “Teoria e linguaggio del cinema” presso la stessa università, sotto la guida di Gianfranco Bettetini.
La sua ricerca riguarda il cinema e i media visivi, in particolare al loro pubblico, al loro rapporto con le forme culturali della modernità e al loro impatto sullo spazio. I primi lavori di Casetti sono largamente influenzati dalla semiotica del cinema, e per lo più riguardano l'analisi cinematografica, con saggi su La terra trema e Il gattopardo di Visconti, Sciuscià di De Sica, e un libro su Bernardo Bertolucci (1975); da ricordare anche un approccio innovativo alla serie tv (Un'altra ancora volta, 1984). Questi lavori hanno ispirato un libro di testo sull'argomento, Analisi del film (1990), seguito da Analisi della televisione (1998), entrambi scritti con Federico Di Chio, e ampiamente diffusi nelle università italiane e spagnole. Dopo uno studio dello spettatore implicito nel cinema (Dentro lo sguardo. Il film e il suo spettatore, 1986) e un volume collettivo sulla Neo-televisione (Tra me e te, 1988), Casetti unisce in modo originale l'analisi semiotica e la ricerca etnografica (L'ospite fisso, 1995), definendo la nozione di "negoziazione comunicativa" (Communicative Negotiation in Cinema and Televisione, 2002). L'idea ritorna nei due successivi lavori: L'occhio del Novecento. Film, Esperienza, Modernita' (2005) riflette sullo sguardo "negoziato" che caratterizza il cinema rispetto alle arti del ventesimo secolo e La Galassia Lumière Galaxy. Sette parole chiave per il cinema che viene (2015) analizza la riconfigurazione del cinema in un'era post-mediale. Nel 2016-18, una ricerca finanziata dalla Mellon Foundation e condotta con Craig Buckey e Rudiger Campe (Screen Genealogies. From Optical Device to Environmental Medium, 2019) permette a Casetti di espandere ulteriormente i suoi interessi verso i media schermici e il loro impatto sul nostro spazio fisico e sociale. Il suo ultimo libro, Schermare le paure. I media tra proiezione e protezione (2023), ripercorrendo tre casi esemplari quali sono la Fantasmagoria alla fine del Settecento, il cinema negli anni '20 e le attuali bolle digitali nelle quali ci rifugiamo quando siamo online, analizza il nostro bisogno di difenderci dal nostro ambiente circostante e di riconnetterci al mondo attraverso la mediazione degli schermi.
Casetti ha anche avuto una costante attenzione per le teorie cinematografiche: è autore del libro Teorie del cinema, 1945-1995 (1993), e più recentemente ha curato l'antologia Early Film Theories in Italy. 1896-1922 (2017). I suoi libri e saggi sono in gran parte tradotti in lingue straniere (francese, spagnolo, ungherese, ceco, cinese, coreano, sloveno). Con Jane Gaines (Columbia University, Film and Media Studies Graduate Chair), Casetti è il co-fondatore del Permanent Seminar on Histories of Film Theories, una rete internazionale di studiosi di cinema finalizzata a un'esplorazione sistematica del campo delle teorie del cinema e dei media.

### Editoria
È membro del comitato di redazione di varie riviste scientifiche, tra cui Comunicazioni Sociali (Milano), Cinéma&Cie (Udine-Milano), La Valle dell'Eden (Torino), Cinémas (Montréal). Dirige la collana Spettacolo e comunicazione per l'editore Bompiani.

### Docenze
È Sterling Professor of Humanities and Film and Media Studies alla Yale University.
È stato professore ordinario di Filmologia nella Facoltà di Lettere e Filosofia dell'Università Cattolica del Sacro Cuore, dove ha diretto il Dipartimento di Scienze della Comunicazione e dello Spettacolo.
Ha insegnato come Visiting Professor presso la Università Paris III, presso la University of Iowa, a Berkeley (dove ha ricoperto la prestigiosa Chair of Italian Culture) e a Harvard. È stato docente alla facoltà di Scienze della Comunicazione dell'Università della Svizzera Italiana di Lugano, dove ha insegnato "Analisi dei film e degli altri prodotti audiovisivi".

## Opere
- Francesco Casetti, Semiotica, Milano, Accademia, 1975.
- Francesco Casetti, Bernardo Bertolucci, Firenze, La Nuova Italia, 1975.
- Francesco Casetti, Dentro lo sguardo. Il film e il suo spettatore, Milano, Bompiani, 1986, ISBN 9788845212840.
- Francesco Casetti e Federico di Chio, Analisi del film, Milano, Bompiani, 1990, ISBN 9788845215469.
- Francesco Casetti, Teorie del cinema (1945-1990), Milano, Bompiani, 1993, ISBN 9788845220371.
- Francesco Casetti e Federico di Chio, Analisi della televisione. Strumenti, metodi e pratiche di ricerca, Milano, Bompiani, 1998, ISBN 9788845236174.
- (EN) Francesco Casetti, Communicative Negotiation in Cinema and Television, Milano, Vita e Pensiero, 2002, ISBN 8834309766.
- Francesco Casetti, L'occhio del Novecento. Cinema, esperienza, modernità, Milano, Bompiani, 2005, ISBN 9788845234842.
- Francesco Casetti, La Galassia Lumière. Sette parole chiave per il cinema che viene, Milano, Bompiani, 2015, ISBN 9788845263101.
- Francesco Casetti, Schermare le paure. I media tra proiezione e protezione, Bompiani, Milano, 2023, ISBN  9788830120679.